# Communauté musulmane Ahmadiyya
La Communauté musulmane Ahmadiyya (anglais : Ahmadiyya Muslim Community ; arabe : الجماعة الأحمدية ; ourdou : احمدیہ جماعت) est un mouvement religieux dérivé de l'islam. Fondé au XIXe siècle par Mirza Ghulam Ahmad, il n'est pas reconnu par l'orthodoxie musulmane. Parmi les deux branches de l'ahmadisme, c'est celle qui comporte le plus grand nombre de fidèles.

## Étymologie
Le nom « Ahmadiyya » vient d'« Ahmad », un des noms de Muhammad.

## Devise et symboles

Liwa-e-Ahmadiyya (Drapeau de la communauté musulman Ahmadiyya)

La devise de la Communauté Musulmane Ahmadiyya est « Amour pour tous, Haine pour personne ».
Le Minaret blanc (White Minaret (en)) est un symbole de l'ahmadisme et figure sur son drapeau.

## Histoire

### Le premier serment d'allégeance et le commencement de la communauté
Le premier serment d'allégeance a eu lieu le 23 mars 1889 à Ludhiana précisément dans la maison de Munshi Ahmad Jan. Le serment d'allégeance a été prêté par les adeptes du mouvement un par un. Le premier qui a passé cette étape était Hakim Noor-ud-Din (qui plus tard fut le premier calife de la communauté).

## Croyances distinctes

### Djihad
Selon les croyances ahmadis, le Djihad est de deux sortes:
- Jihad al-Akbar (Le grand Djihad) qui signifie la lutte de la personne avec soi et avec les mauvaises choses mondaines. Il concerne également la promotion de la connaissance, de l'intelligence et de la sagesse;
- Jihad al-Asghar (Le petit Djihad) concerne la bataille armée juste pour la défense[6].

Selon Mirza Ghulam Ahmad, le « petit Djihad » est inapplicable dans l’ère actuelle de l'Islam.

## Démographie

### Population Ahmadi

Carte
déterminant la population Ahmadi par pays

Le nombre d'Ahmadis est estimé entre 10 et 20 millions.

### Croissance
La communauté musulmane Ahmadiyya est le mouvement religieux le plus rapide en termes de croissance au monde,.

## Persécutions

### Pakistan

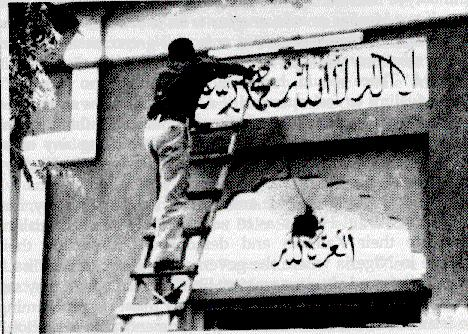
La police pakistanaise effaçant le Kalima d'une mosquée d'Ahmadis

Entre 2 et 5 millions d'Ahmadis vivent au Pakistan, ce qui en fait la plus grande communauté Ahmadi au monde. En 1974, le Pakistan a déclaré officiellement que les ahmadis sont des « non-musulmans ».
Pour obtenir un passeport, tous les Pakistanais sont obligés de signer un document déclarant que Mirza Ghulam Ahmad est un imposteur et que les ahmadis sont des non-musulmans. Le mot « musulman » a par exemple été effacé du tombeau du prix Nobel Abdus Salam, alors que le tombeau décrivait Abdus Salam comme le premier scientifique prix Nobel musulman.
Les élèves ahmadis sont également harcelés dans certaines écoles et universités. Ils sont victimes d'expulsions, de menaces et de violences physiques.
Le 28 mai 2010 à Lahore, la communauté ahmadi a fait l'objet de grandes persécutions : 86 d'entre eux ont été tués et plus de 100 ont été blessés.

### Citations originales
1. ↑  (en) « Love for All, Hatred for None. »

### Autres références
1. ↑  (en) « Who are the Ahmadi? », sur BBC News (consulté le 13 février 2018)
2. 1 2  (en) « Introduction and population », sur alislam.org (consulté le 13 février 2018)
3. ↑  (en) Mirza Ghulam Ahmad, Tabligh-i-Risalat, vol. 9, 1945 (lire en ligne [PDF]), p. 90–92
4. ↑   Pathway to Paradise,
chapitre 7 (lire en ligne).
5. ↑  Muhammad Zafarullah Khan, Hadrat Maulawī Hakīm Nūr-ud-Dīn : Khalīfatul Masīh 1, Islamabad, Islam International Publications (ISBN 978-1-85372-848-8 et 1-85372-848-9)
6. ↑  Simon Ross Valentine 2004, p. 190-192
7. ↑  Mirza Ghulam Ahmad 2018, p. 236-237 (2018 est la date de la premiere publication de Malfuzat en anglais)
8. ↑  Breach of Faith, Human Rights Watch (lire en ligne), p. 8
« Estimates of around 20 million would be appropriate »
9. ↑  (en) World Christian Encyclopedia : a comparative survey of churches and religions in the modern world, Oxford, Oxford University Press USA, 2001, 823 p. (ISBN 978-0-19-507963-0 et 0-19-507963-9)
10. ↑  Zia Shah, « Ahmadiyya Muslim Jama’at: The fastest growing Jama’at in the fastest growing religion! », sur The muslim times
11. ↑  (en) Naveeda Khan, Mahzaharnama, Islam International Publications, PDF (ISBN 978-1-85372-386-5 et 1-85372-386-X, lire en ligne)
12. 1 2  (en) Mohammed Hanif, « Why Pakistan's Ahmadi community is officially detested », BBC News,‎ 16 juin 2010 (lire en ligne)
13. ↑  (en) « Ahmadis : The lightning rod that attracts the most hatred », The Dawn,‎ 28 octobre 2011 (lire en ligne)
14. ↑  (en) « Clarification – 86 Ahmadis died in the Lahore attacks », sur alislam.org, 12 juin 2010 (consulté le 13 février 2018)

#### Livres écrits par les Ahmadis
- (en) Mirza Ghulam Ahmad, Malfuzat : Sayings and Discourses of the Promised Messiah and Mahdias Founder of the Ahmadiyya Muslim Community, vol. 1, Islam International Publications, 2018 (ISBN 978-1-84880-308-4)
- (en) Mirza Basheer-ud-Din Mahmood Ahmad, Ahmadiyyat or the true Islam, Islam International Publications, 1924, PDF (ISBN 1-85372-982-5, lire en ligne)
- (en) Mirza Tahir Ahmad, With Love to the Muslims of the World : The Ahmadiyya Perspective, Surrey, Islam International Publications, 2004, PDF (ISBN 1-85372-744-X, lire en ligne)
- (en) Muhammad Zafarullah Khan, Ahmadiyyat : the renaissance of Islam, Tabshir Publications, 1978 (ISBN 0-85525-015-1)

#### Autres
- (en) Simon Ross Valentine, Islam and the Ahmadiyya Jama'at : History, Belief, Practice, New York (N.Y.), Hurst Publishers, 2008, 263 p. (ISBN 978-0-231-70094-8)
- (en) Adil Hussain Khan, From Sufism to Ahmadiyya : A Muslim Minority Movement in South Asia, Bloomington, Indiana University Press, 2015, 237 p. (ISBN 978-0-253-01523-5)
- (en) Antonio R. Gualtieri, Conscience and Coercion : Ahmadi Muslims and Orthodoxy in Pakistan, Guernica Editions, 1989, 126 p. (ISBN 978-0-920717-41-7, lire en ligne)
- (en) Gerdien Jonker, The Ahmadiyya Quest for Religious Progress : Missionizing Europe 1900–1965, Leiden/Boston, Brill Publishers, 2016, 270 p. (ISBN 978-90-04-30529-8)